# Aérodrome Jack F. Paulus Skiway
Le Jack F. Paulus Skiway (code OACI : NZSP)  est un aéroport situé à proximité de la base antarctique Amundsen-Scott au pôle Sud.
Cet aéroport ainsi que ses installations servent en grande partie à l'armée de l'air américaine qui s'y rend pour réapprovisionner la base Amundsen-Scott, une station de recherche en Antarctique. C'est pourquoi il accueille régulièrement des missions scientifiques qui atterrissent ici.
L'aéroport reçoit peu de vols touristiques et il n'existe pas de vols réguliers. Entre octobre et février, il y a plusieurs vols par semaine d'avions LC-130. La station dispose d'une piste pour avions de 3 658 m de long.
La capacité dimensionnelle du fret des avions Lockheed LC-130 Hercules doit être prise en compte pour tout le soutien logistique de la station. Les grands matériels scientifiques et les structures telles que celles prévues pour la construction de la nouvelle station, sont décomposées en pièces modulaires et réassemblées sur place.
Les limites et le coût de l'avion Hercules ont été cités par la National Science Foundation comme l'une des principales raisons de la création de l'autoroute du pôle Sud permettant l'approvisionnement par voie terrestre (1 600 km sur la glace) de la base Amunsen-Scott, depuis la base côtière McMurdo.
C'est l'un des aéroports les plus au sud de la planète.

## Étymologie
Jack F. Paulus était un pilote qui a effectué neuf déploiements en Antarctique entre 1969 et 1981.